# 桂三語
桂 三語（かつら さんご、1985年5月21日 - ）は、上方落語協会に所属する日本の落語家（上方噺家）。本名∶関岡 洋志。吉本興業所属。出囃子は『お若いの』。

## 来歴
大阪府枚方市出身、兵庫県三田市育ち。大阪産業大学経済学部を卒業後、NSCへ入学。その後、桂三輝との出会いをきっかけに、2009年12月 6代桂文枝に入門する。
2016年には江戸落語の柳亭小痴楽と組んだ二人会「さる・ごりら～落語会～」を大阪と東京で開催した。
2019年1月、今回が最後となる第24回新進落語家競演会の新人賞を受賞した。

## 人物
若い世代に落語を聴いてほしいという思いを持ち、高座では「今から話すのは、現代に置き換えるとこういうことですよ」という内容を噺の冒頭で伝えると述べている。

## 出演
- 痛快！明石家電視台「実際どうなん!?落語家夫婦」（2019年8月19日、MBSテレビ）[5]